# Cascadas de Uzud
Las cascadas de Uzud (en árabe: شلالات أوزود‎; en francés: cascades d'Ouzoud) son unas cascadas o caída de agua ubicadas en la parte central de Marruecos, consideradas  las más altas y bellas del país. Localizadas en el  pequeño pueblo de Tanaghmeilt, en el Atlas Medio, en la provincia de Azilal, a unos 120 kilómetros de Beni Melal y a 150 kilómetros de Marrakech, son una importante atracción turística. Nacen del uadi Tissakht y tienen una altura aproximada de unos 110 metros.
Ouzoud es una palabra bereber que significa «oliva» y que hace referencia a los cercanos olivos que sombrean el camino por el que se accede a la parte inferior de las cascadas. En la cima de las cascadas hay una docena de antiguos molinos pequeños que todavía están en uso. También se puede seguir un camino estrecho y difícil que conduce a la carretera de Beni Melal mientras se descienden las gargantas del wadi el-Abid por un cañón en el  que a veces no se distingue la parte inferior, con cerca de 600 metros de desnivel. Las cascadas de Ouzoud son desde hace poco accesibles desde la pequeña ciudad de Aït Attab (a una distancia de aproximadamente 25 kilómetros) llegando desde  Beni Melal o Marrakech por el pueblo azucarero de Ouled Ayyad (provincia de Fquih Ben Salah).
Es el sitio más visitado de la región.  En los alrededores se encuentran valles verdes, molinos, huertos y un circuito magnífico de las ya mencionadas gargantas del río El Abid (en árabe, «río Esclavos»).  Muchas asociaciones locales y nacionales lideran proyectos para proteger y preservar el sitio.
|                        |
| Vista de las cascadas. |

|                           |
| Visión general del lugar. |

|                             |
| Otra vista de las cascadas. |

|                           |
| Bañistas en las cascadas. |